# Magdalena Biejat
Magdalena Biejat (* 11. ledna 1982 Varšava) je polská politička a překladatelka, od listopadu 2023 vicemaršálka polského Senátu. Byla kandidátkou v prezidentských volbách v roce 2025.

## Život
Narodila se v lednu 1982 ve Varšavě. Vystudovala sociologii na Granadské univerzitě a na Madridské univerzitě. Poté působila jako překladatelka ze španělštiny a angažovala se také v různých neziskových organizacích. Žije v rodné Varšavě. Je vdaná, má dvě děti a je vegetariánka.

### Politická kariéra
V roce 2015 se stala zastupitelkou varšavského městského obvodu, ve kterém bydlela. V roce 2019 se stala místopředsedkyní politického sdružení Lewica a byla zvolena poslankyní Sejmu. V roce 2020 se účastnila demonstrací proti zpřísnění protipotratového zákona, během kterých byla zraněna slzným plynem v důsledku velmi tvrdých zásahů ze strany policistů. V roce 2022 se stala spolupředsedkyní strany Lewica Razem a v roce 2023 byla v parlamentních volbách zvolena členkou polského Senátu za 45. varšavský okrsek, když ji podporovala koalice Pakt Senacki 2023.
V roce 2024 kandidovala Biejat na funkci starostky Varšavy. Během kampaně získala podporu řady levicových uskupení a nakonec se umístila na třetím místě, když získala 12,86 % hlasů. V říjnu 2024 odešla spolu s několika kolegy ze strany Lewica Razem poté, co tato strana požadovala odchod jejích poslanců z vlády Donalda Tuska. V prezidentských volbách v Polsku v roce 2025 skončila se ziskem 4,23 % hlasů na sedmém místě. Ve druhém kole podpořila Rafala Trzaskowského.